# TPV Technology
TPV Technology ist ein chinesischer Elektronikhersteller mit Hauptsitz in Hongkong.
Die als Holding organisierte Unternehmensgruppe ist der größte Computerbildschirm-Produzent der Welt, stellt aber auch Fernseher her.
Die Firma wurde 1967 gegründet und fokussierte sich von Beginn an auf Bildschirmtechnik.
Eigene Marken von TPV sind die taiwanische Tochter AOC International, AGON und Envision, darüber hinaus werden Fremdmarken beliefert. Philips hatte 2012 seine Fernseher-Sparte in das Gemeinschaftsunternehmen TP Vision ausgelagert, an dem TPV Technology zu 70 % und Philips mit den verbleibenden 30 % beteiligt war. Am 20. Januar 2014 kündigte Philips an, die verbliebenen 30 Prozent am Joint-Venture an den Partner TPV zu verkaufen.
TPV Technology produziert in seinen Fabriken in China, Europa (u. a. Polen) und Brasilien monatlich mehr als sechs Millionen Monitore und erzielt damit einen Umsatz von umgerechnet mehr als 9,2 Milliarden US-Dollar jährlich.